# Millbrook (Bedfordshire)
Pour les articles homonymes, voir Millbrook.
Millbrook est un petit village et une paroisse civile du Central Bedfordshire, en Angleterre.
L'Utac y exploite un centre d'essais pour l'automobile.